# باول رايموند (مؤرخ)
باول رايموند (بالفرنسية: Paul Raymond)‏ هو مؤرخ فرنسي، ولد في 8 سبتمبر 1833 في Belleville (commune) ‏ في فرنسا، وتوفي في 27 سبتمبر 1878.